# Haplohyphes baritu
Haplohyphes baritu is een haft uit de familie Leptohyphidae. De wetenschappelijke naam van de soort is voor het eerst geldig gepubliceerd in 1984 door Domínguez.